# Unterlassen (D-A-CH)
Unter Unterlassen (oder: Unterlassung) wird im rechtswissenschaftlichen Bereich eine Handlungsalternative zum positiven Tun und zum Dulden verstanden. Sie besteht im Untätigsein.
Dieser Artikel beschäftigt sich mit den D-A-CH-Ländern, vgl. aber Unterlassen (Italien).

## Allgemeines
Tun, Dulden und Unterlassen sind Rechtshandlungen, die zu Rechtsfolgen führen, wenn ein bestimmtes gesetzlich gefordertes Verhalten erwartet wird. Es gibt zwei Arten des Unterlassens, das pflichtwidrige Unterlassen, bei dem der Rechtsverkehr eigentlich ein Handeln erwartet hätte und das pflichtgemäße Unterlassen von Handlungen, die gegen Verbote verstoßen würden.

## Etymologie und Geschichte
Das Wort Unterlassung erschien im Althochdeutschen als „untarlâʒan“ erstmals im 9. Jahrhundert mit anderer Bedeutung. Erst Martin Luther wird 1662 posthum zitiert mit „…viel unterlassen, dasz sie sonsten thun“. Als Rechtsbegriff tauchte die Unterlassung ersichtlich erstmals im Jahre 1656 in Niederösterreich auf, als eine Mutter behauptete, dass ihr Kind nicht durch Mord, sondern durch Unterlassung mütterlicher Hilfe gestorben sei. Bei Johann Heinrich Zedler erhielt der Begriff 1746 erstmals seine heutige Bedeutung. Das Preußische Allgemeine Landrecht (APL) vom Juni 1794 definierte Unterlassungen als „Handlungen, die keine Willenserklärungen sind“ (I 3, § 32 APL). Dagegen vermied das im Januar 1812 in Kraft getretene österreichische ABGB eine Legaldefinition des viel verwendeten Begriffs. Auch das seit Januar 1900 geltende deutsche BGB unterlässt eine Definition.
Heute ist Unterlassen das kontradiktorische Gegenteil zum Tun oder Handeln, den Oberbegriff bildet das Verhalten. Unterlassen ist die Nichtvornahme einer bestimmten, gebotenen Handlung.

## Deutschland

### Zivilrecht
Der Unterlassungsanspruch ist wichtiger Bestandteil verschiedener Rechtsgebiete, insbesondere des Bürgerlichen Rechts, des Urheber-, Marken- und Wettbewerbsrechts.

#### Vertrags- und Sachenrecht
Der Eigentümer einer Sache kann gemäß § 903 BGB mit seinem Eigentum nach Belieben verfahren und andere von jeder Einwirkung ausschließen. Wirken andere rechtswidrig hierauf ein, so findet sich die Anspruchsgrundlage des zivilrechtlichen Unterlassungsanspruchs in § 1004 BGB. Die Eigentumsbeeinträchtigung löst nach erfolgter Störung einen Beseitigungs- und Unterlassungsanspruch (bekannt bereits im römischen Recht als actio negatoria) aus, der mit einer Unterlassungsklage durchgesetzt werden kann, sofern Wiederholungsgefahr droht. Die Rechtsprechung hat bereits im Oktober 1929 durch das Reichsgericht (RG) die für das Eigentum gedachte Vorschrift des § 1004 BGB auf alle absoluten Rechte ausgedehnt und darüber hinaus auf alle deliktsrechtlich geschützten Rechtsgüter erweitert. Strukturell analoge Rechte räumen § 12 Satz 2 BGB dem Namensträger beim Namensrecht, § 541 BGB dem Vermieter bei vertragswidrigem Gebrauch durch den Mieter und § 862 Abs. 1 Satz 2 BGB dem Besitzer bei Besitzstörung ein. Gemäß § 241 Abs. 1 BGB kann die Leistung bei Schuldverhältnissen auch in einem Unterlassen bestehen wie beispielsweise durch die Unterlassungserklärung des Wettbewerbsrechts. Schuldrechtlich ist hierbei Unterlassen die Verpflichtung des Schuldners, etwas Bestimmtes nicht zu tun, was er zu tun berechtigt wäre.
Wer in Allgemeinen Geschäftsbedingungen Klauseln verwendet, die nach den §§ 307 bis 309 BGB unwirksam sind oder für den rechtsgeschäftlichen Verkehr empfiehlt, kann gemäß § 1 UKlaG auf Unterlassung und im Fall des Empfehlens auch auf Widerruf in Anspruch genommen werden.

#### Deliktsrecht
Ein Unterlassen kann im Deliktsrecht nur dann eine Schadensersatzpflicht auslösen, wenn für den Täter Verkehrssicherungspflichten bestehen oder eine Garantenstellung als Beschützer- oder Überwachergarant vorliegt. Andernfalls ist das Unterlassen nicht rechtswidrig.
Überwachergarant ist dabei derjenige, der eine Gefahrenquelle geschaffen hat oder für sie Verantwortung trägt. Wer beispielsweise eine Grube aushebt und nicht absichert, in die jemand stürzen könnte oder wer den Schnee auf seinem Abschnitt des Bürgersteiges nicht räumt, verletzt ihm rechtlich aufgetragene Überwachungspflichten. Darunter fällt auch das pflichtwidrig gefährdende Vorverhalten, die so genannte Ingerenz und die „Zustandshaftung“.
Beschützergarant ist derjenige, den eine besondere Schutzpflicht hinsichtlich eines Rechtsgutes trifft. Diese Schutzpflicht kann aus der persönlichen Verbundenheit (Ehe, enge Verwandtschaft) oder aus tatsächlicher Übernahme der Gewähr für das Rechtsgut erwachsen (wobei eine vertragliche Verpflichtung auch unwirksam sein kann, daher tatsächliche Übernahme). Eine Schutzpflicht kann sich ansonsten auch aus dem Gesetz ergeben.

#### Urheber-, Patent- und Markenrecht
Eine große wirtschaftliche Bedeutung hat die Unterlassung bei der Verletzung von geistigem Eigentum. Mit der dem ihm eingeräumten Recht auf Unterlassung kann sich der Rechtsinhaber beispielsweise gegen illegale Downloads aus dem Internet (Musik-, Video- oder Filmdateien, Filesharing) durch Abmahnung nebst Unterlassungserklärung wehren. Normadressaten der das geistige Eigentum schützenden Gesetze sind die so genannten Verletzer.
Wer das Urheberrecht widerrechtlich verletzt, kann gemäß § 97 Abs. 1 UrhG vom Urheber auf Beseitigung der Beeinträchtigung, bei Wiederholungsgefahr auf Unterlassung in Anspruch genommen werden. Der Anspruch auf Unterlassung besteht auch dann, wenn eine Zuwiderhandlung erstmals droht. Die Unterlassung ist daran zu erkennen, dass der Verletzer künftig von Urheberrechtsverletzungen absieht. Wer gegen § 95b Abs. 1 UrhG verstößt, kann gemäß § 2a UKlaG auf Unterlassung in Anspruch genommen werden.
Eine vergleichbare Unterlassungsnorm enthält § 139 Abs. 1 PatG für Patente, § 14 MarkenG für Marken, § 15 MarkenG für eine geschäftliche Bezeichnung sowie § 24 Abs. 1 GebrMG für Gebrauchsmuster.

#### Handelsrecht
Wer in seinen Rechten dadurch verletzt wird, dass ein anderer einen Firmennamen unbefugt gebraucht, kann gemäß § 37 Abs. 2 HGB von diesem die Unterlassung des Gebrauchs der Firma verlangen. Bei dieser firmenrechtlichen Unterlassungsklage scheinen sich formelles und materielles Firmenrecht zu berühren. Es handelt sich um die Parallelvorschrift zu § 12 BGB bei Privatpersonen.
Das Unterlassen der Abschreibung ist gemäß § 285 Nr. 18b HGB im Anhang zu erläutern (nach § 314 Abs. 1 Nr. 10b HGB auch im Konzernabschluss). Gemäß § 286 HGB dürfen Angaben im Jahresabschluss unter bestimmten Voraussetzungen unterbleiben.
Der Vorstand ist der Aktiengesellschaft zur Loyalität verpflichtet. Verletzt er die dem Unternehmen gegenüber bestehende allgemeine Treuepflicht, kann er auf Unterlassung in Anspruch genommen werden. Besondere Ausprägungen der Treuepflicht sind das Wettbewerbsverbot (§ 88 AktG) und die Verschwiegenheitspflicht (§ 93 Abs. 1 AktG).

#### Wettbewerbsrecht
Gemäß § 3 UWG sind unlautere geschäftliche Handlungen unzulässig; § 5a UWG behandelt die Irreführung durch Unterlassen, etwa das Verschweigen einer Tatsache oder die irreführende Werbung. Der Verletzer kann gemäß § 8 UWG auf Beseitigung und – bei Wiederholungsgefahr – auf Unterlassung in Anspruch genommen werden. Unlauterer Wettbewerb kann neben der Unterlassung auch zivilrechtliche Ansprüche auf Schadensersatz (§ 9 UWG), Gewinnabschöpfung (§ 10 UWG) oder Erstattung der Abmahnkosten (§ 12 Abs. 1 UWG) auslösen.

#### Rechtsfolgen
Sämtliche Unterlassungsansprüche können in einem Zivilprozess durchgesetzt werden. Im Zivilprozessrecht ist die Unterlassung ein untätiges Verhalten, durch das ein bestimmter Kausalverlauf nicht mitbestimmend beeinflusst wird. Dabei kommt die Unterlassung in zwei Fällen vor:
- Der Schuldner kann verpflichtet sein, durch seine Untätigkeit einen bestimmten Geschehensablauf nicht zu beeinflussen oder
- der Schuldner kann zu einem aktiven Tun verpflichtet sein, wenn er bestehende Beeinträchtigungen aufrechterhält und weiterhin ausnutzt.

Handelt demnach der Schuldner der Verpflichtung zuwider, eine Handlung zu unterlassen oder die Vornahme einer Handlung zu dulden, so ist er gemäß § 890 Abs. 1 ZPO wegen einer jeden Zuwiderhandlung auf Antrag des Gläubigers vom Prozessgericht zu einem Ordnungsgeld und für den Fall, dass dieses nicht beigetrieben werden kann, zur Ordnungshaft bis zu sechs Monaten zu verurteilen. Das einzelne Ordnungsgeld darf den Betrag von 250.000 Euro, die Ordnungshaft insgesamt zwei Jahre nicht übersteigen.

### Strafrecht

#### Allgemeines
Eine Unterlassung führt zur Haftung oder Strafe dann, wenn ein Gebot beziehungsweise eine Pflicht besteht, die tatsächlich unterlassene Handlung, vorzunehmen. Die Verantwortlichkeit für einen eingetretenen Erfolg (Beispiel: Tod eines Menschen) setzt voraus, dass ein Gebot missachtet wurde, das geschaffen war, diesen Erfolg durch eine geeignete Handlung zu verhindern. Die Rechtsgrundlage dafür bildet § 13 StGB bzw. § 8 Ordnungswidrigkeitengesetz, die so genannte Entsprechungsklausel. Mit ihr wird im Strafrecht die Gleichwertigkeit von Tun und Unterlassen geregelt. Voraussetzung der objektiven Zurechnung des Erfolgs ist der Nachweis, dass die gebotene Handlung im Rahmen der Umkehrung der conditio-sine-qua-non-Formel nicht hinzugedacht werden kann, ohne dass der Erfolg mit an Sicherheit grenzender Wahrscheinlichkeit verhindert worden wäre, das Unterlassen der gebotenen Handlung mithin kausal für den eingetretenen Erfolg war.
Im Strafrecht werden zwei Arten von Unterlassungsdelikten unterschieden. Dieser Unterschied beruht auf der Systematik des Gesetzes:
- Echte Unterlassungsdelikte sind Straftatbestände, die ausschließlich durch ein Unterlassen verwirklicht werden können: Beispiele sind § 323c Unterlassene Hilfeleistung und § 138 StGB Nichtanzeige geplanter Straftaten
- Unechte Unterlassungsdelikte sind Straftatbestände, die durch ein positives Tun oder durch Unterlassen verwirklicht werden können. Die Strafbarkeit ergibt sich dogmatisch aus einer Zusammenschau des Allgemeinen Teils des Strafrechts mit einem Tatbestand des Besonderen Teils: Die Tötung eines Menschen ist gemäß § 212 StGB strafbar. Dessen Wortlaut „wer einen anderen tötet, wird bestraft“ bezieht sich aber nur auf eine Handlung. Mit § 13 StGB wird das Unterlassen dem Handeln aber gleichgestellt. Beide Normen zusammengedacht ergäben folgenden Wortlaut: „Wer einen Menschen tötet oder nicht verhindert, dass ein Mensch stirbt, obwohl er dazu verpflichtet ist, wird bestraft“. Vor Inkrafttreten des § 13 StGB am 1. Januar 1975 waren die unechten Unterlassungsdelikte nicht ausdrücklich im Strafgesetzbuch genannt, ihre Strafbarkeit wurde von der Rechtsprechung entwickelt (in der DDR wurden das Unterlassen in § 1 Strafgesetzbuch (DDR) von 1968 ebenfalls ausdrücklich genannt).

#### Garantenstellung und Garantenpflicht
Bei beiden Delikten wird vom Täter die Vornahme einer Handlung gefordert. Diese Handlung muss für ihn möglich und zumutbar sein. Er muss erkennen, dass er aufgefordert ist zu handeln, unterlässt dies jedoch vorsätzlich. Im Gegensatz zu den „echten Unterlassungsdelikten“ trifft den Täter bei den „unechten Unterlassungsdelikten“ zudem eine besondere Rechtspflicht zum Handeln, eine Garantenpflicht, die ihm aus seiner Garantenstellung heraus erwächst. Vorsätzlich handelt er in diesen Fällen, wenn er Kenntnis um alle objektiven Tatbestandsmerkmale (einschließlich seiner Garantenstellung) hat, weiterhin Kenntnis um die Erfolgsabwendungsmöglichkeiten und sich selbst einen Willen formuliert, untätig zu bleiben. Denkbar ist im Zusammenhang des Vorsatzvorwurfs, dass der Täter einem Tatbestandsirrtum bezüglich seiner Garantenstellung unterliegt, was ihn im Einzelfall entlasten kann.

#### Rechtswidrigkeit
Vorsätzliche (un-)echte Unterlassungsdelikte erfüllen den Unrechtstatbestand nicht, wenn sie gerechtfertigt sind. Insbesondere ist hier an die rechtfertigende Pflichtenkollision zu denken. Diese ist insbesondere denkbar, wenn von mehreren gleichrangigen Handlungspflichten nur eine erfüllt werden kann und nur eine erfüllt wird (Beispiel: fortgeschrittener Wohnungsbrand. Rettungssanitäter X rettet A, obwohl A und B gleichermaßen in Not sind, weshalb B letztlich schwer verletzt wird). Eine Rechtfertigung aus Pflichtenkollision kann auch daraus resultieren, dass von mehreren verschiedenrangigen Pflichten diejenige gewählt wird, die höherrangig ist (Feuerwehrmann Y rettet A stattdessen von den Flammen eingeschlossenen Hund).

#### Sonstiges
In § 13 Abs. 2 StGB wird durch Verweis auf die Strafzumessungsvorschrift für besondere gesetzliche Milderungsgründe, § 49 StGB, geregelt, dass die Strafe des Unterlassungstäters milder ausfallen kann als bei dem Täter, der den tatbestandlichen Erfolg durch positives Tun hervorruft.
Der Passus „Tatbestand eines Strafgesetzes“ in § 13 StGB verdeutlicht das Analogieverbot nach Art. 103 Abs. 2 GG, wonach die Schutznorm positiv formuliert sein muss.
Das Bundesverfassungsgericht (BVerfG) hat die Vorschrift für verfassungsgemäß erachtet, obwohl in der Literatur Bedenken in Hinblick auf das Bestimmtheitsgebot vorgebracht werden. Gerade nähere Bestimmungen zur Garantenpflicht fehlten im Gesetz. Nach dem BVerfG gelte: „Die Anbindung an das Erfordernis normativ begründeter Pflichten und eine auf langjähriger Tradition beruhende einheitliche und klare richterrechtliche Umschreibung möglicher Garantenstellungen gewährleisten aber, dass das Risiko einer Bestrafung für den Normadressaten voraussehbar wird.“

## Österreich
Auch im österreichischen Recht gehören die Unterlassungen zu den Handlungen, wie § 917 ABGB deutlich zum Ausdruck bringt. Unterlassungstatbestände enthalten unter anderem § 43 ABGB (Namensrecht), § 227 ABGB (Obsorge), § 472 ABGB, § 476 ABGB, § 482 ABGB (Servitut), § 861 ABGB (Vertrag), § 964 ABGB (Verwahrerhaftung), § 1294 ABGB, § 1301 ABGB (Schaden) oder § 1350 ABGB (Bürgschaftszweck).
Im Strafrecht sind Beispiele für echte Unterlassungsdelikte: § 95 Unterlassung der Hilfeleistung und § 286 StGB Unterlassung der Verhinderung einer mit Strafe bedrohten Handlung. Unechte Unterlassungsdelikte werden durch § 2 StGB unter Strafe gestellt, die Strafe kann nach § 34 Abs. 1 Z 5 StGB gemildert werden.

## Schweiz
In der Schweiz gibt es beispielsweise die Unterlassung im Namensrecht (Art. 29 ZGB) oder Art. 921, Art. 928 ZGB (Besitz).
Im Strafrecht sind Beispiele für echte Unterlassungsdelikte: Art. 128 Unterlassung der Nothilfe und Art. 217 StGB Vernachlässigung von Unterhaltspflichten. Unechte Unterlassungsdelikte werden durch Art. 11 StGB unter Strafe gestellt, die Strafe kann gemildert werden.